# 安藏 (阿列日省)
安藏（法語：Unzent）是法国阿列日省的一个市镇，位于该省北部，属于帕米耶区。该市镇的总面积为7.9平方公里，2009年时的人口为117人。

## 人口
安藏人口变化图示
| 数据来源：INSEE |

## 延伸阅读
[在维基数据编辑]